# بیلهرز (دهانه)

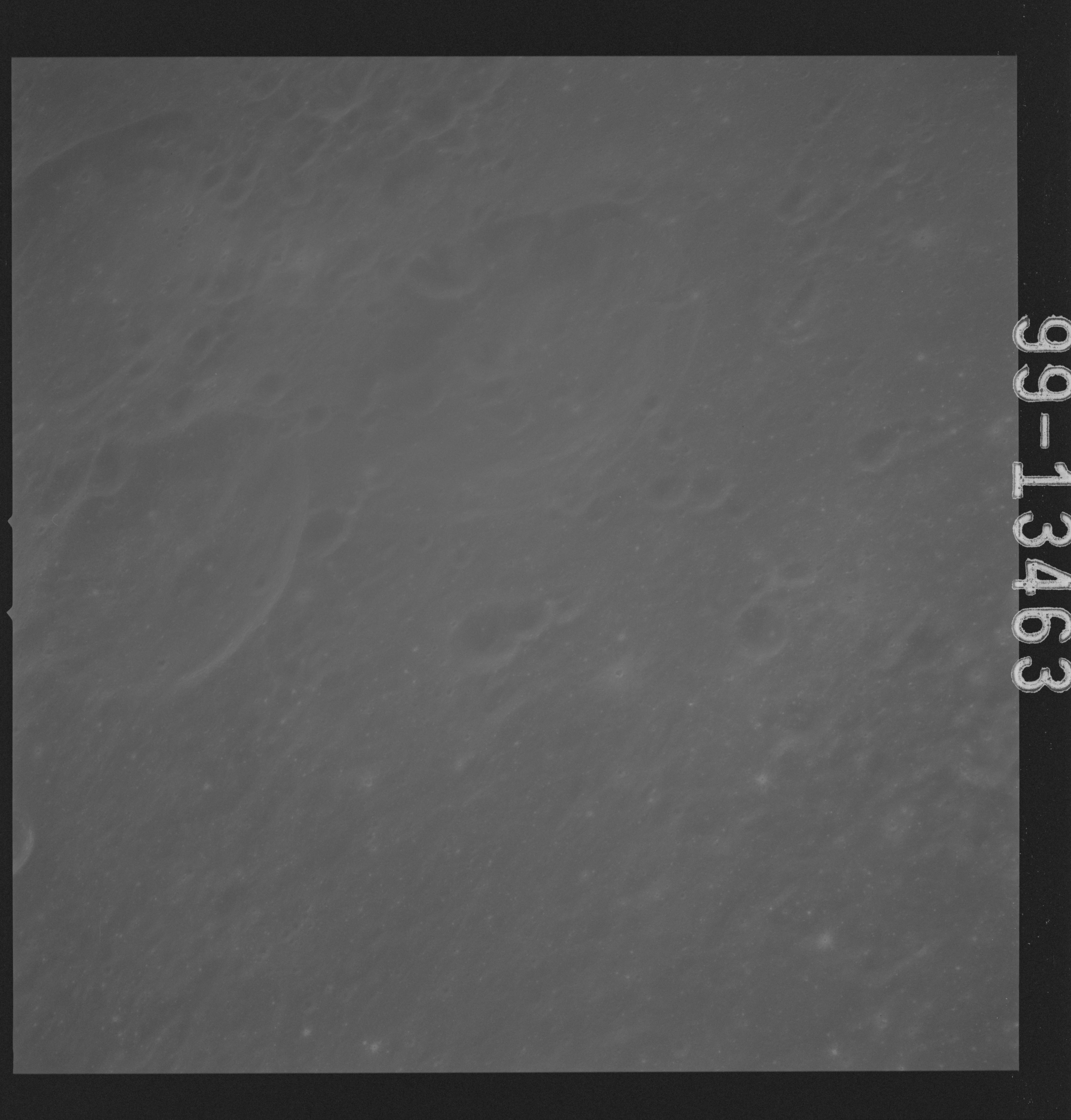
تصویر ماهواره ای از بیلهرز

بیلهرز یک دهانه برخوردی در ماه‌ است.